# Iapir
Iapir es un género con cuatro especies de coleópteros mixófagos. 

## Especies
- Iapir borgmeieri
- Iapir britskii
- Iapir castalia
- Iapir trombetensis